# Cerro Yeguas Heladas
El Yeguas Heladas es un cerro de la cordillera de los Andes centrales, en la Provincia de Los Andes, Región de Valparaíso, Chile. Tiene una altura de 4 771 msnm.
El cerro Yeguas Heladas es la continuación de un filo que parte desde el cerro Juncal, continúa por el Alto de los Leones y que termina en el Alto de la Posada. Visto desde el este, se ve como una gran mole rocosa que contrasta con la fuerte glaciación de su cara suroeste. A la distancia su cumbre es poco clara, ya que consta de un largo cordón con unas cinco cumbres con similar altura, de las cuales aproximadamente al centro está el punto más alto del cordón, que es apenas 1 metro mayor que la cumbre sur.
Hacia el interior del valle del río Juncal, se proyecta un gigantesco canalón de nieve desde la base del cerro hacia el sur, que conduce directamente hasta el Portillo del León, portezuelo que lo separa del cerro Alto de Los Leones. La cara este del Cerro Yeguas Heladas es muy escarpada, lo que dificulta su ascenso por esa vía. Una ruta más abordable es por el cajón del río Polvaredas, al cual se accede desde la localidad de Saladillo, al fondo del cual el cerro presenta una vía de ascenso de escasa dificultad y exposición por su vertiente norte.
Su nombre recuerda a una tragedia ocurrida tras una tormenta, cuando murieron alrededor de 100 animales congelados a los pies de la montaña.